# Regiunea Bratislava
Regiunea Bratislava (în slovacă Bratislavský kraj) este un kraj (regiune) al Slovaciei.

## Demografie

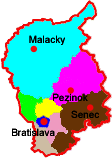
Districtele Bratislavský kraj

| An:                | 1994    | 2004    | 2014    | 2024    |
| ------------------ | ------- | ------- | ------- | ------- |
| Număr de persoane: | 616.871 | 601.132 | 625.167 | 736.385 |
| Diferență:         |         | −2,55%  | +3,99%  | +17,79% |

| An:                | 2023    | 2024    |
| ------------------ | ------- | ------- |
| Număr de persoane: | 732.757 | 736.385 |
| Diferență:         |         | +0,49%  |